# Cos Civil de Conservació
El Cos Civil de Conservació, anglès: 'Civilian Conservation Corps' (CCC) va ser un programa de treball públic, que va estar en funcionament entre 1933 i 1942 als Estats Units, i estava dirigit a homes solters a l'atur, com a part del New Deal. Originalment dirigit a homes entre 18 i 25 anys, posteriorment es va ampliar a homes joves entre 17 i 28 anys. Robert Fechner va dirigir el programa. Va ser una part important del New Deal del president Franklin D. Roosevelt's, i proporcionava feines manuals no qualificades relacionades amb la conservació i el desenvolupament de recursos naturals en zones rurals de propietat federal, estatal o local. El CCC va ser dissenyat per proporcionar llocs de treball a homes joves i alleujar les famílies que tenien dificultats per trobar feina durant la Gran Depressió. Al mateix temps, es va posar en marxa un programa general de conservació de recursos naturals a cada estat i territori. Durant el seu màxim moment d'esplendor, el nombre d'afiliats va de ser 300.000 homes. Durant els seus 9 anys de funcionament, hi van participar 3 milions de joves. A canvi, el CCC els proporcionava refugi, roba i aliments, juntament amb un petit salari de 30 dòlars (equivalents a 560 dòlars de 2017) mensuals (25 dòlars havien de ser enviats a casa a les seves famílies).

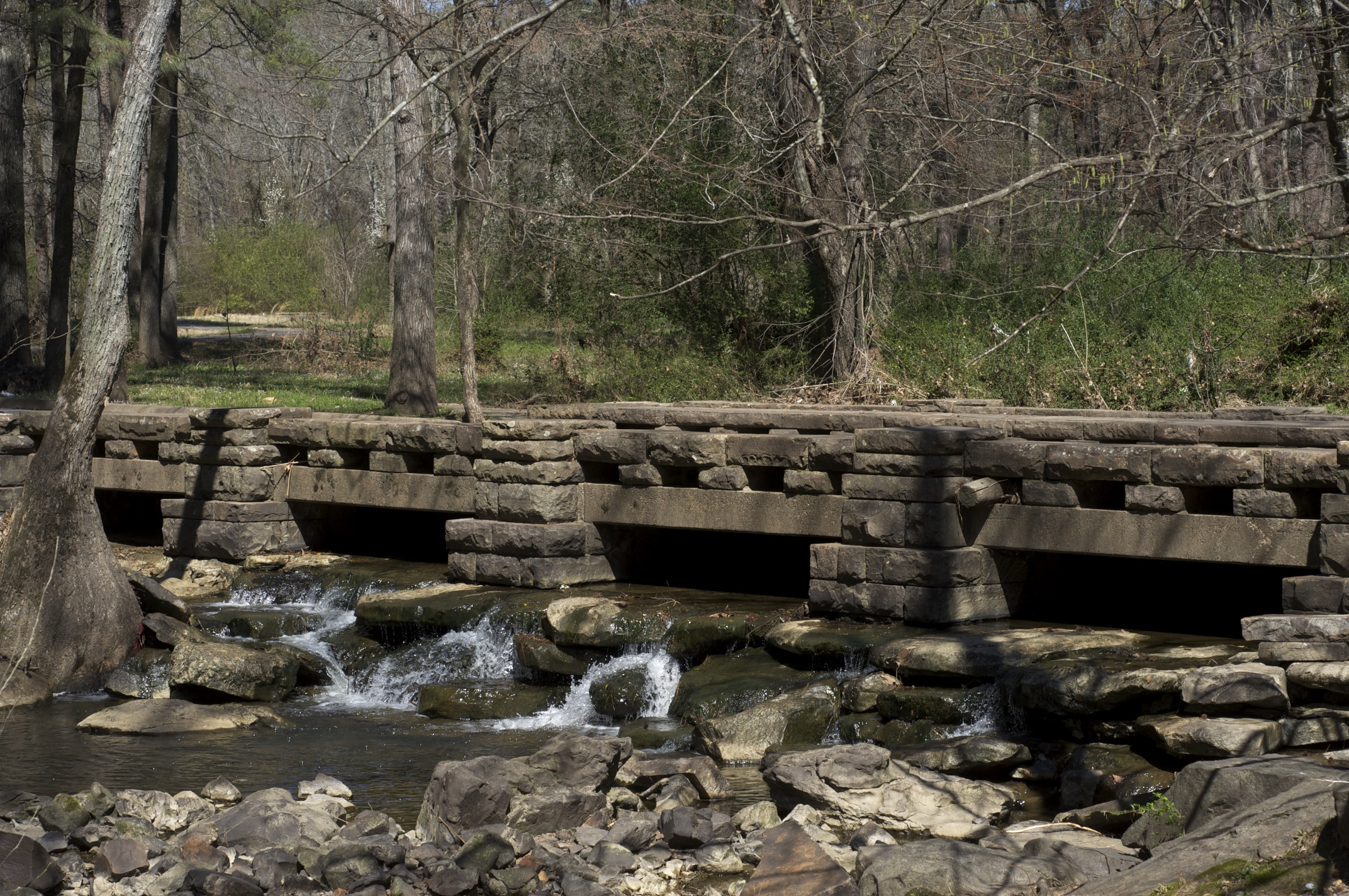
Pont construït pel CCC que travessa el Rock Creek a Little Rock, Arkansas

El pública nord-americà va convertir al CCC en el més popular dels programes del New Deal. Els principals beneficis de la inscripció d'un individu al CCC incloïen una condició física millorada, una moral elevada i un augment de la ocupació. El CCC també va portar a una major consciència pública i valoració d'activitats a l'aire lliure i dels recursos naturals de la nació, i a la continua necessitat d'un programa nacional integral acuradament planificat sobre la protecció i el desenvolupament dels recursos naturals.
Mentre el CCC va estar en funcionament, els afiliats van plantar prop de 3 bilions d'arbres per contribuir a reforestar el país, van obrir camins, van construir cases de camps e instal·lacions relacionades en més de 800 parcs al llarg de tota la nació i van modernitzar la majoria de parcs estatals. A més van actualitzar els mètodes de combatre els incendis, i van construir una xarxa d'edificis de serveis i carreteres públiques en àrees remotes.

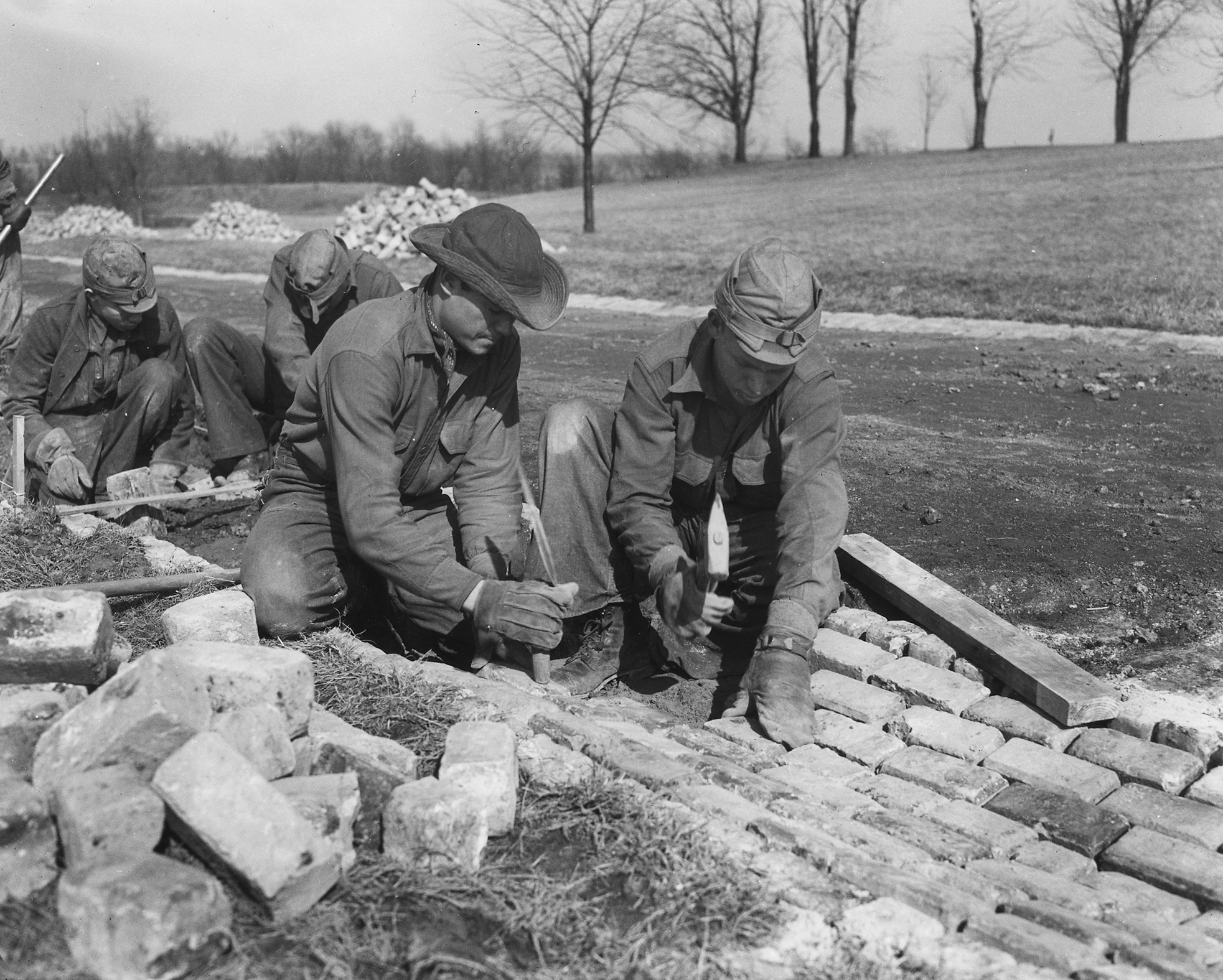
Treballadors del CCC construint una carretera (1933)

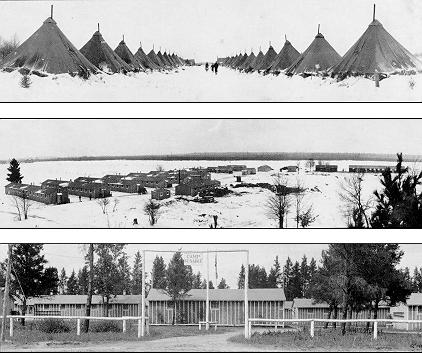
Campaments del CCC a Michigan. Les tendes de campanya aviat van ser substituïdes per barraques construïdes per contractistes de l'exèrcit per als afiliats.

El CCC va posar en marxa programes per veterans i nadius americans. Aproximadament 15.000 indis americans van participar-hi, el qual els va ajudar a superar la Gran Depressió.
Malgrat el seu suport popular, el CCC mai va ser una agencia permanent. Depenia de la legislació d'emergència provisional del Congrés i el seu finançament per funcionar. Cap a 1942, amb la Segona Guerra Mundial i el Servei militar obligatori en funcionament, la necessitat de feina va disminuir, i el Congrés va votar tancar el programa.

## Fundació
Com a governador de Nova York, Roosevelt havia posat en marxa un programa similar a menor escala. Molt interessat en la conservació des de feia molt temps, com a president, el 21 de març de 1933 va proposar al Congrés un programa a escala nacional. Roosevelt va dir:
Cita original:
"I propose to create [the CCC] to be used in complex work, not interfering with abnormal employment, and confining itself to forestry, the prevention of soil erosion, flood control and similar projects. I call your attention to the fact that this type of work is of definite, practical value, not only through the prevention of great present financial loss, but also as a means of creating future national wealth."
Traducció al català:
Proposo crear [el CCC] per ser utilitzat en un treball complex, que no interfereixi amb l'ocupació anormal, i limitant-se a la silvicultura, la prevenció de l'erosió del sòl, el control d'inundacions i projectes similars. Crido la vostra atenció sobre el fet que aquest tipus de treball és d'un valor definit i pràctic, no només a través de la prevenció de la gran pèrdua financera actual, sinó també com un mitjà per crear un futur de riquesa nacional.
Va prometre que aquesta llei proporcionaria aliment, allotjament, uniformes i atenció mèdica a 250.000 joves a canvi de treballar en els boscos nacionals i altres propietats del govern. L'Acta d'Emergència de Conservació del Treball (Emergency Conservation Work Act) va ser presentada al Congrés el mateix dia i promulgada per votació oral el 31 de març. El 5 d'abril de 1933, Roosevelt va emetre l'Ordre Executiva 6101, en la qual s'establia el CCC i s'anomenava com a director a Robert Fechner, un ex-funcionari del sindicat que va servir fins al 1939. L'organització i administració del CCC va ser un experiment nou en operacions per a una agencia del govern federal. L'ordre establia que el programa havia de ser supervisat conjuntament per 4 departaments del govern: Treball, el qual reclutava als joves, Defensa, el qual operava als camp, Agricultura i Interior, el qual organitza i supervisa els projectes de treball. Es va formar un consell assessor del CCC integrat per representants de cadascun dels departaments supervisors. També hi van participar en el programa l'Oficina d'Educació i el Departament dels Afers dels Veterans. Per posar fi a l'oposició dels sindicats (els quals no volien haver de començar programes de formació quan molts dels seus homes estaven a l'atur) Roosevelt va triar a Robert Fechner, vicepresident la Unió de Maquinistes d'Amèrica, com a director de l'agència. William Green, president de la Federació Americana del Treball, va ser portat al primer camp per demostrar que no hi hauria cap formació implicada, més enllà del simple treball manual.

## Exèrcit dels Estats Units
Els oficials a la reserva de l'exèrcit dels Estats Units estaven al càrrec dels campaments, encara que no hi havia entrenament militar. El general Douglas MacArthur va ser posat al càrrec del programa, encara que va dir que el nombre d'oficials i soldats de l'exèrcit designats als campaments estava afectant a la disposició de l'exèrcit regular. Tot i així, l'exèrcit va trobar nombrosos beneficis en el programa. Quan va començar el Servei Militar obligatori el 1940, la política era fer caporals i sergents als alumnes del CCC. El CCC també va proporcionar experiència de comandament als oficials del Organized Reserve Corps. A través del CCC, l'exèrcit regular podia avaluar el lideratge tant d'oficials regulars com d'oficials a la reserva. El CCC va proporcionar lliçons que l'exèrcit va utilitzar per desenvolupar els seus plans de guerra i mobilització en els campaments d'entrenament.

## Història

### Primers anys, 1933–1934

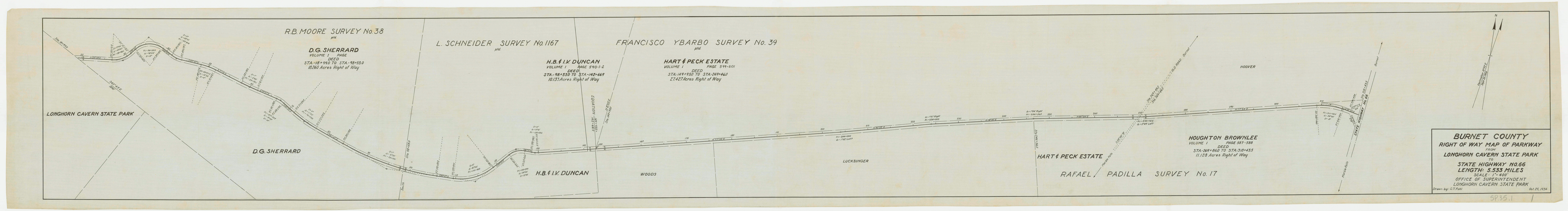
Un mapa del CCC d'una ruta verda planejada a Texas, dibuijat el 1934. El Cos va treballar en nombrosos parcs de tot l'estat durant els primers anys de la dècada de 1930, construint de tot, des de bancs fins a carreteres.

La legislació i mobilització del programa va tenir lloc amb força rapidesa. Roosevelt va fer aquesta petició al Congrés el 21 de març de 1933; la legislació va ser presentada al Congrés el mateix dia i sotmesa a votació el 31 de març. Roosevelt la va signar el mateix dia i va emetre una ordre executiva el 5 d'abril on es creava l'agència, es nomenava el seu director (Robert Fechner) i es designaven responsables del Departament de Defensa per iniciar l'enrolament al cos. El primer inscrit al CCC va ser seleccionat el 8 d'abril i posteriorment les agències estatals i locals d'assistència social van facilitar llistes d'homes al atur per a la seva inscripció immediata. El 17 d'abril es va establir el primer campament (Camp Roosevelt NF-1) al Bosc Nacional George Washington i Jefferson, prop de Luray, Virgínia. El 18 de juny es va obrir el primer de 161 campaments de control d'erosió del sòl a Clayton, Alabama. L'1 de juliol de 1933 hi havia 1.463 camps de treballs on hi treballaven 250.000 joves (d'entre 18 i 25 anys), 28.000 veterans, 14.000 indis americans i 25.000 homes locals o amb experiència.

### Afiliats
L'afiliat típic del CCC era un ciutadà dels Estats Units, solter, en atur i d'entre 18 i 25 anys. Generalment la seva família es trobava en un programa d'ajut local. Cada voluntari afiliat, després de superar un examen físic i/o un període de condicionament, era requerit per servir durant un període mínim de 6 mesos, amb l'opció de servir fins a 4 períodes, o fins a 2 anys, si no havia possibilitat de trobar feina fora del cos. Els afiliats treballaven 40 hores setmanals durant 5 dies. De vegades també treballaven els dissabtes si el mal temps així ho dictava. A canvi rebien aliments, roba, atenció mèdica i 30 dòlars mensuals, dels quals enviaven entre 22 i 25 dòlars a la família depenent.
Després de la segona marxa del Bonus Army sobre Washington, el president Roosevelt va emetre l'Ordre Executiva 6129 (l'11 de maig de 1933) per modificar el programa del CCC, per incloure als veterans dins les oportunitats de treball. Els requeriments dels veterans eren diferents dels afiliats joves. Els veterans necessitaven estar certificats pel Departament dels Afers dels Veterans per ser empleats. Podien ser de qualsevol edat, i estar casats o ser solters, sempre que tinguessin la necessitat de treball. Generalment els veterans eren assignats a campaments formats completament per veterans. Els afiliats podien ser escollits per ajudar en l'administració del campament en alguns dels següents càrrecs: líder, encarregat del menjador, encarregat del magatzem, ajudant del líder, oficinista, assessor educatiu auxiliar, cuiner i ajudant de cuiner. Aquests homes rebien una paga addicional d'entre 36 i 45 dòlars mensuals en funció del càrrec.

### Campaments

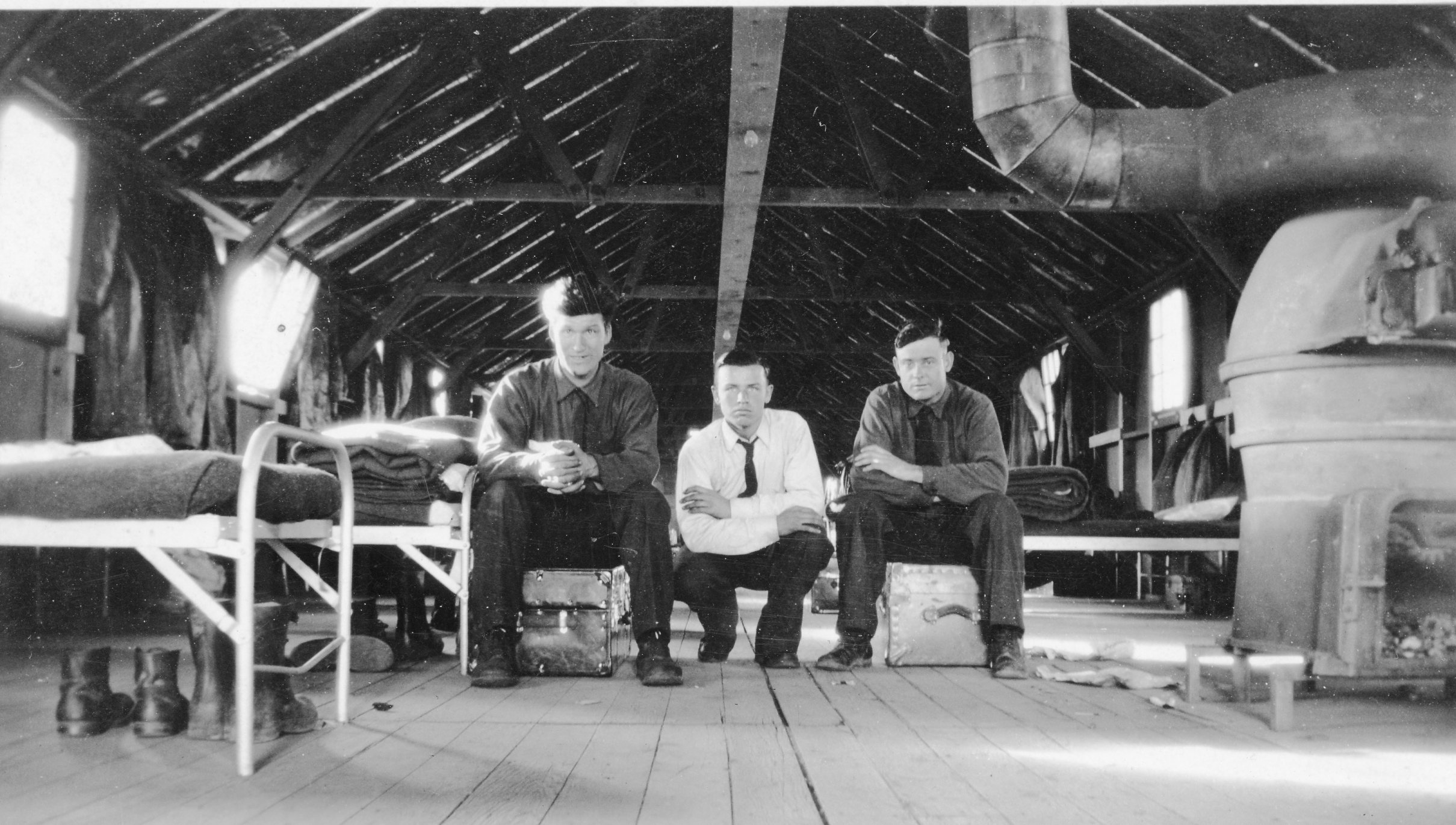
Interior de les casernes del CCC a Milford, Utah. Dos dels homes es troben asseguts sobre baguls que els treballadors del CCC feien servir per emmagatzemar els seus objectes personals.

Cada campament del CCC es trobava a la zona on s'havia de realitzar el treball de conservació, i estava format per fins a 200 civils organitzats al voltant d'una unitat designada pel cos. El campament del CCC era una comunitat temporal en si mateixa, estructurada en casernes (inicialment tendes de campanya) per a 50 persones, quarters per oficials i personal tècnic, un dispensari mèdic, un menjador, una sala recreativa, una construcció educativa, inodors i dutxes, locals tècnics i administratius, un magatzem d'eines i garatges pel parc mòbil.
L'organització de l'empresa de cada campament tenia un personal de supervisió de doble autoritat: en primer lloc, personal del Departament de Defensa o oficials a la reserva (fins l'1 de juliol de 1939), un "comandant de la companyia" i un oficial de primer cicle, que eren els responsables de les operacions globals del campament, la logística, l'educació i la formació; i en segon lloc, de deu a catorze civils de serveis tècnics, inclòs un superintendent i un cap d'equip, emprat per qualsevol dels Departaments d'Interior o d'Agricultura, responsables del treball de camp en particular. Inclosos en les operacions del campament hi havia diversos supervisor de caràcter no tècnic (amb experiència o locals), que proporcionaven el coneixement de l'obra entre mans, de la disposició de la terra, i l'orientació paterna per als inscrits sense experiència. Els afiliats estaven organitzats en unitats de treball anomenades "seccions" i formades per 25 homes, segons les casernes en les que residien. Cada secció tenia un líder i un assistent del líder, que eren responsables dels homes al seu càrrec en el treball i a les casernes.

### Classificació de feines

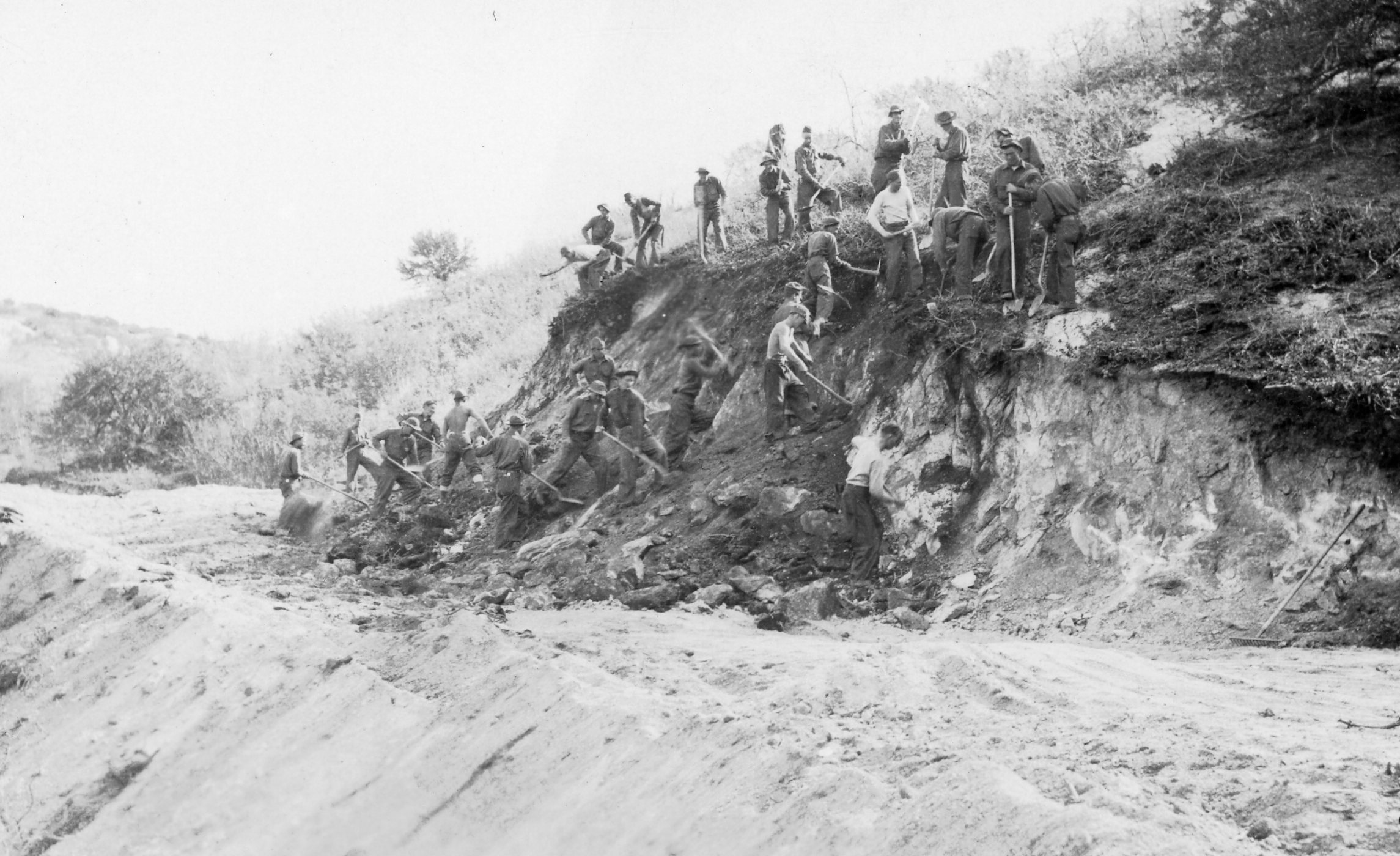
Treballadors del CCC amb pics i pales construint una carretera a Utah, entre Milford i Beaver

El CCC va realitzar 300 tipus de projectes de treball dins de 10 classificacions generals aprovades:
1. Millores estructurals: ponts, torres de guaita d'incendis, edificis de serveis
2. Transport: camins de camions, carreteres secundàries, camins i pistes d'aterratge d'aeroports.
3. Control d'erosió: preses de contenció, terrasses i cobertura vegetal
4. Control d'inundacions: reg, drenatge, dics, canals de treball i esculleres
5. Cultura forestal: plantació d'arbres i matolls, millora de plantacions forestals, recol·lecció de llavors i feines als vivers
6. Protecció forestal: prevenció d'incendis, extinció d'incendis, control d'insectes i malalties
7. Jardineria i diversió: desenvolupament del sòl de zones de pícnic i parcs públics, neteja dels marges de llacs i estanys
8. Territori: pistes per ramats, eliminació de animals predadors
9. Vida salvatge: millora de rierols, cria de peixos, aliment i plantació de cobertura
10. Varis: treballs d'emergència, agrimensura, control de mosquits[23]

Les respostes a aquest programa experimental de conservació de 7 mesos van ser entusiastes. L'1 d'octubre de 1933 el director del programa, Robert Fechner, es van encarregar dels arranjaments per a un segon període d'inscripció. Cap a gener de 1934 s'havien inscrit 300.000 homes. El juliol de 1934 aquest nombre es va incrementar en 50.000 per incloure als homes dels estats del Mig Oest que havien estat afectats per la sequera. Les tendes de campanya temporals també s'havien desenvolupat per convertir-se en barraques de fusta i s'havia establert un programa d'educació, enfocat en la capacitació laboral i l'alfabetització.
Aproximadament el 55% dels inscrits eren de comunitats rurals, la majoria dels quals no eren grangers; el 45% procedia de zones urbanes. El nivell d'educació dels afiliats era d'un 3% d'analfabets, un 38% amb menys de 8 anys d'escola, un 48% no havia completat l'escola secundària i un 11% estaven graduats a l'escola secundària. En el moment d'incorporar-se, el 70% dels afiliats estaven desnodrits i anaven mal vestits. Pocs tenien experiència laboral més enllà de petites feines ocasionals. La pau es mantenia sota l'amenaça d'una "baixa deshonrosa". "Això és una estació d'entrenament: ens anirem moral i físicament aptes per escombrar "l'antiga depressió".", presumia el butlletí de notícies, Happy Days, d'un campament de Carolina del Nord.

### Minories
A causa del poder dels Demòcrates blancs del Solid South al Congrés, que van insistir en la segregació racial, els programes del New Deal van estar racialment segregats. Negres i blancs rarament van treballar conjuntament. En aquella època, tots els Estats del Sud van emetre lleis imposant la segregació racial i, des del canvi de segle, les lleis i constitucions establien la privació dels seus drets a la majoria de negres; els quals van ser exclosos de la política. Degut a la discriminació dels oficials blancs a nivell local i estatal, els homes negres del sud no van rebre dels programes del New Deal els mateixos beneficis que els homes blancs.
En les primeres setmanes de funcionament, els campaments del nord del CCC van ser integrats. No obstant això, cap a juliol de 1935 tots els campaments dels Estats Units estaven segregats.
Un total de 200.000 homes negres es van inscriure al CCC, on van servir en 143 campaments formats íntegrament per homes negres i van rebre el mateix salari i allotjament. Les líders negres van pressionar per assegurar-se posicions de lideratge, però els homes blancs van acaparar la major part de funcions de lideratge a tots els campaments. El director Robert Fechner va rebutjar nomenar homes negres per cap càrrec de supervisió, amb l'excepció del càrrec de director educatiu en els campaments formats íntegrament per homes negres.

### Divisió Índia
El CCC va posar en funcionament una divisió completa per als membres de tribus reconegudes a nivell federal: l'Indian Emergency Conservation Work (IECW o CCC-ID). Els nadius de les reserves van treballar en carreteres, ponts, clíniques, centres d'acollida, i altres obres públiques a prop de les seves reserves. Tot i que s'organitzaven en grups classificats com campaments, no es van establir campaments permanents per als nadius americans. En canvi, els grups organitzats es traslladaven amb les seves famílies de projecte en projecte, i se'ls proporcionava un subsidi addicional de lloguer en el seu salari. El CCC sovint els proporcionava l'únic treball remunerat, ja que la majoria de reserves es trobaven en zones rurals remotes. Els afiliats havien de tenir entre 17 i 35 anys.
Durant 1933, la meitat dels caps de família de les reserves Sioux de Dakota del Sud van ser empleats per la Divisió Índia del CCC (CCC-ID). Amb subvencions de l'Administració d'Obres Públiques (PWA), la Divisió Índia va construir escoles i va dur a terme un ampli programa de construcció de carreteres en i al voltant de moltes reserves per millorar les infraestructures. La missió era reduir l'erosió i incrementar el valor de les terres índies. Les quadrilles van construir preses de molts tipus a rierols, i van sembrar herba a les àrees erosionades de les quals s'havien obtingut els materials per construir les preses. Van construir camins i van plantar fileres d'arbres protectores del vent en terres federals. Els ingressos estables van ajudar els participants a recuperar l'autoestima i molts els van utilitzar per millorar les seves vides. John Collier, el Comissionat Federal de l'Oficina d'Afers Indis, i Daniel Murphy, el director de la Divisió Índia del CCC, van basar el programa en l'auto-govern dels indis i la restauració de les terres tribals, els seus governs i les seves cultures. L'any següent, el Congrés va aprovar l'Acta de Reorganització Indígena de 1934, que va posar fi a les assignacions i va ajudar a preservar les terres tribals i va animar a les tribus de restablir l'autogovern. Els programes d'educació també van entrenar als participants en jardineria, la cria de bestiar, seguretat, les arts natives i algunes matèries acadèmiques. La Divisió Índia diferia en altres activitats del CCC en que van entrenar els homes expressament per ser fusters, conductors de camions, operadors de ràdio, mecànics, topògrafs i tècnics. Amb l'aprovació de la Llei de Formació Professional en Defensa Nacional de 1941, els inscrits van començar a participar en la formació orientada a la defensa. El govern pagava les classes i, després que els individus completaven els cursos i superaven una prova de competència, els garantia l'ocupació automàtica en treballs de defensa. Un total de 85.000 nadius americans van ser inclosos en aquest entrenament. Això va resultar ser un valuós capital social per als 24.000 alumnes que més tard van servir a l'exèrcit i els 40.000 que van sortir de les reserves per treballar a la ciutat donant suport a l'esforç de guerra.

### Programa d'expansió, 1935–1936
En resposta a la favorable opinió publica alhora d'alleujar l'atur, el 8 d'abril de 1935, el Congrés va aprovar la l'Acta d'Assignació d'Alleujament d'Emergència de 1935, en la qual s'establia el continu finançament del programa del CCC fins al 31 de març de 1937. L'edat límit s'ampliava a entre 18 i 28 anys per incloure més homes. El període de major activitat i compliment de tasques del programa del CCC va tenir lloc entre l'1 d'abril de 1935 i el 31 de març de 1936. El 31 d'agost de 1935 es va arribar a un màxim d'afiliats de 505.782 homes distribuïts en aproximadament 2.900 campaments, seguida d'una reducció de 350.000 afiliats en 2.019 campament el 30 de juny de 1936. Durant aquest període la resposta del públic al programa de CCC va ser aclaparadorament popular. En na enquesta de l'empresa Gallup del 18 d'abril de 1936 es preguntava: "Està vostè a favor dels campaments del CCC?". El 82% dels enquestats va respondre afirmativament, inclosos un 92% de Demòcrates i un 67% de Republicans.

### Canvi d'objectiu, 1937–1938
El 28 de juny de 1937 el Cos Civil de Conservació va canviar el seu nom original pel de Programa de Conservació d'Emergència del Treball. L'1 de juliol de 1937, durant el 75è Congrés, es va aprovar la Llei Pública nº 163, la qual ampliava el finançament del programa a 3 anys mes. A més es van canviar els límits d'edat a entre 17 i 23 anys, i els requeriments dels afiliats d'estar en assistència a "no en assistència escolar regular, o en possessió d'una treball a temps complet". La llei disposava la inclusió de formació professional i acadèmica d'un mínim de 10 hores setmanals. Es va permetre inscriure's als estudiants durant les vacances d'estiu. Durant aquest període, les forces del CCC va contribuir en les operacions de socors després de les inundacions de 1937 a Nova York, Vermont, i les valls dels rius Ohio i Mississipi, i en la neteja després de l'huracà de Nova Anglaterra de 1938.

### De conservació a defensa, 1939–1940
El 1939 el Congrés va posar fi a la independència del CCC, transferint el control a l'Agència Federal de Seguretat. L'Administració Nacional de la Joventut, el Servei d'Ocupació, l'Oficina d'Educació i l'Administració de Projectes de Treball també tenien algunes responsabilitats. Prop de 5.000 oficials de la reserva es van veure afectats, ja que van ser transferits a l'Administració Pública Federal, i es van eliminar els rangs i títols militars. Tot i la pèrdua de lideratge militar als campaments cap a juliol de 1940, amb la guerra en curs a Europa i Àsia, el govern va dirigir un nombre creixent de projectes del CCC en els recursos per a la defensa nacional. Es van desenvolupar les infraestructures d'instal·lacions d'entrenament militar i protecció dels boscos. Cap a 1940 la CCC ja no era del tot una agència d'alleujament, va anar perdent ràpidament el seu caràcter no militar, i s'estava convertint en un sistema de treball-formació, ja que les seves files s'havien tornat cada vegada més joves, amb poca experiència.

### Declivi i dissolució, 1941–1942
Tot i que el CCC va ser probablement el programa més popular del New Deal, mai va ser autoritzat com a organisme permanent. El programa es va reduir en escala a mesura que la Depressió es va esvair i van sorgir millors oportunitats d'ocupació. Després que s'iniciés el Servei Militar obligatori el 1940, hi havia menys homes joves disponibles. Després de l'atac a Pearl Harbor el desembre de 1941, el govern de Roosevelt va dirigir tots els programes federals en l'esforç de guerra. La majoria del treball de la CCC, a excepció d'extinció d'incendis forestals, es va desplaçar a les bases militars dels Estats Units per ajudar amb la construcció.
El CCC es va dissoldre un any abans del previst, quan durant el 77è Congrés es va deixar de finançar-lo. Les operacions es van concloure formalment a finals de l'any fiscal federal el 30 de juny de 1942. El final del programa del CCC i el tancament dels campaments van implicar arranjaments per deixar els projectes de treball incomplets en el millor estat possible, la separació d'uns 1.800 empleats designats, la transferència de la propietat del CCC als Departaments de Guerra i Marina i a altres organismes, i la preparació dels registres dels comptes finals de rescissió. Liquidació de la CCC va ser ordenada pel Congrés en la Llei d'Assignacions de Seguretat Laboral-Federal (56 Stat 569) el 2 de juliol 1942; i pràcticament finalitzada el 30 de juny de 1943. Els crèdits per a la liquidació del CCC van seguir fins 20 d'abril de 1948.
Alguns antics llocs del CCC que estaven en bon estat es van reactivar del 1941 al 1947 com a campaments del Servei Públic Civil on els objectors de consciència realitzaven "treballs d'importància nacional", com una alternativa al Servei Militar. Altres campaments s'utilitzaven per mantenir els japonesos, alemanys i italians americans internats sota el Programa de Control d'Enemics Estrangers del Comandament de Defensa Occidental, així com presoners de guerra de l'Eix. La major part dels camps d'internament de japonesos-americans van ser construïts pels mateixos detinguts. Després de la dissolució del CCC, les agències federals responsables de les terres públiques van organitzar els seus propis equips de bombers de temporada, seguint el model del CCC. Aquests han realitzat la funció de lluita contra incendis que abans feia el CCC i han proporcionat el mateix tipus d'experiència de treball a l'aire lliure per als joves. Aproximadament 47 joves van morir mentre exercien les seves funcions.

## Llegat i memòria

### Museus del Cos Civil de Conservació
- Civilian Conservation Corps Museum, Parc Estatal Vogel, Blairsville, Geòrgia
- Colossal Cave Mountain Park, Vail, Arizona
- Conservation Corps State Museum al Campament San Luis Obispo, San Luis Obispo, Califòrnia
- Conservation Corps Museum and Memorial, Parc Estatal Monte Sano, Huntsville, Alabama
- Civilian Conservation Corps Legacy, Edinburg, Virgínia
- Civillan Conservation Corps Museum, Rhinelander, Wisconsin
- Florida Civilian Conservation Corps Museum al Parc Estatal Highlands Hammock, Sebring, Florida
- Civilian Conservation Corps Museum al Parc Estatal DeSoto, Fort Payne, Alabama
- Civilian Conservation Corps Camp al Parc Estatal Koke'e, Waimea, Hawaii
- Iowa Civilian Conservation Corps Museum al Parc Estatal Backbone, Strawberry Point, Iowa
- Civilian Conservation Corps Museum a l'Àrea Recreativa Estatal del Llac Greenwood, Ninety Six, Carolina del Sud
- Masker Museum al Parc Estatal Promised Land, Greentown, Pennsilvània
- North East States Civilian Conservation Corps Museum, Camp Conner, Stafford, Connecticut
- New York State Civilian Conservation Corps Museum al Parc Estatal Gilbert Lake, New Lisbon, Nova York
- Civilian Conservation Corps Museum al Parc Estatal Pocahontas, Chesterfield, Virgínia
- West Virginia CCC Museum, Comtat de Harrison, Virgínia de l'oest
- James F. Justin Civilian Conservation Corps Museum - només en línia
- Michigan Civilian Conservation Corps Museum, Roscommon, Michigan
- Civilian Conservation Corps Museum, Parc Estatal Guernsey, Guernsey, Wyoming
- Bear Brook State Park Civilian Conservation Corps (CCC) Camp Historic District, Allenstown, Nou Hampshire

### Alumnes i administradors destacats del CCC
- Alvin C. York, superintendent
- Hubert D. Humphreys, historiador
- Ralph Hauenstein. oficial de l'exèrcit al càrrec d'un campament
- Borden Deal, afiliat
- Stanley Makowski, afiliat
- Henry Gurke, afiliat
- Raymond Burr, afiliat, actor
- Archie Moore, afiliat, campió mundial de boxa
- Robert Mitchum, afiliat, actor
- Edward R. Roybal, afiliat, polític
- Chuck Yeager, afiliat, pilot de proves
- Stan Musial, afiliat, jugador professional de beisbol
- Walter Matthau, afiliat, actor
- Dan White, afiliat, actor
- Red Schoendienst, afiliat, jugador de beisbol
- Conrad L. Wirth, U.S. administrador, supervisor del Servei de Parcs Nacionals del programa CCC
- Aldo Leopold, antic tècnic forestal i ecologista
- David "Stringbean" Akeman, afiliat, cantant de música country
- Archie Green, afiliat, folklorista

### Llegat
En diverses ciutat on els membres del CCC hi van treballar, es van erigir estàtues commemoratives.

## Representació en altres mitjans
- Pride of the Bowery (1940), la quarta pel·lícula de la sèrie East Side Kid, va sobre l'amistat, problemes i boxa en un campament del CCC.
- La sèrie de TV American Experience[38] de la cadena PBS, exhibeix documentals de la història d'Amèrica. Retrata la vida al CCC el 2009, en el primer episodi de la temporada 22.[39]
- La novel·la Hitch – Making Good In Hard Times (2012) de Jeanette Ingold, és un llibre d'un adolescent en un campament del CCC.[40]

## El model del CCC
Oficialment el programa del CCC mai no va finalitzar. El Congrés va finançar el tancament dels campaments que quedaven el 1942 i la reubicació del seu equipament. Es va convertir en un model per als programes de conservació que es van posar en marxa després de la Segona Guerra Mundial. Avui en dia els cossos són programes nacionals, estatals i locals que es dediquen principalment als joves i adults joves (en edats entre 16 i 25 anys) en serveis comunitaris, formació i activitats educatives. Aproximadament operen 113 programes en 41 estats i el Districte de Colúmbia. Durant el 2004, s'hi van inscriure més de 23.000 joves. La Corps Network (en català Xarxa de Cossos), coneguda originalment amb el nom de National Association of Service and Conservation Corps (NASCC), treballa en l'ampliació i la millora dels programes en format de cos arreu del país. La Corps Network va néixer el 1985, quan els primers 24 directors de cossos de la nació es van unir, per assegurar-se un defensor a nivell federal i un repositori d'informació sobre com es millor començar i gestionar un cos. L'assistència financera inicial de les fundacions Ford, Hewlett i Mott va ser fonamental per l'establiment de l'associació.
Un programa similar és el the National Civilian Community Corps, part del programa AmeriCorps, un programa nacional de servei en equip, en el qual els joves entre 18 i 24 anys, passen 10 mesos treballant per organitzacions sense ànim de lucre o governamentals.

### Associació de Conservació d'Estudians
El programa del CCC va esdevenir un model per la creació de programes de conservació de joves a nivell nacional com l'Associació de Conservació d'Estudiants (SCA). L'SCA, fundat el 1959, és una organització sense ànim de lucre que ofereix pràctiques de conservació i oportunitats durant l'estiu a més de 4.000 persones cada any. La missió del SCA és la de crear una nova generació d'administradors de la conservació inspirant l'administració del medi ambient i les comunitats per mitjà de voluntaris de l'escola secundària i la universitat al servei de la terra. El programa del SCA està actiu a nivell nacional als Estats Units, incloent parcs nacionals i estatals, boscos, refugis de vida salvatge, platges i llocs històrics. La seu nacional del SCA es troba a Charlestown, Nou Hampshire, encara que disposa de seus regionals arreu del país.

### Cos de Conservació de Califòrnia
El 1976, Jerry Brown, Governador de Califòrnia, va crear el Cos de Conservació de Califòrnia. Aquest nou programa tenia moltes característiques similars a CCC original - centres residencials, altes expectatives de participació i posava èmfasi en el treball dur en terrenys públics. Joves adults de diferents orígens van ser reclutats per un període d'un any. Els membres del cos van assistien a una sessió d'entrenament anomenada Corpsmember Orientation Motivation Education and Training (COMET - en català: Programa de Formació, Educació, Motivació i Orientació de Membres del Cos) abans de ser assignats a un dels diferents centres. La vida als centres de la CCC és rigorós, comença aviat al matí, s'esmorza, es passa llista i es treball durant tot el dia. Fora d'hores hi ha activitats que inclouen l'educació, tallers d'habilitats per a la vida, reunions de la comunitat i el treball voluntari. El treball del projecte és també similar al del CCC original de la dècada de 1930 - el treball en boscos públics, parcs estatals i federals.

### Cos de Conservació de Texas
Establert el 1995, el Cos de Medi Ambient, actualment Cos de Conservació de Texas (TxCC), és un programa que permet als joves, entre 17 i 28 anys, contribuir a la restauració i conservació de parcs i terres públiques a Texas. És l'únic cos de conservació a l'estat de Texas, és una organització sense ànim de lucre i té la seu a Austin, des d'on proporciona serveis a tot l'estat. Els treballs que dur a terme van des de l'alleujament de desastres fins a la construcció de pistes per a la restauració de l'hàbitat. El TxCC ha realitzat projectes en parcs nacionals, estatals i municipals.

### Cos de Conservació de Montana
El Cos de Conservació de Montana (MCC) és una organització sense ànim de lucre amb la missió de proporcionar als joves les habilitats i els valors per ser ciutadants vigorosos que milloren les seves comunitats i el medi ambient. Col·lectivament, els grups del MCC contribueix amb més de 90.000 hores anuals de treball. L'MCC va ser creat el 1991 pels Consells de Desenvolupament de Recursos Humans de Billings, Bozeman i Kalispell. Originalment, era un programa d'estiu per a joves desfavorits, tot i que ha crescut fins a esdevenir una organització patrocinada per AmeriCorps amb sis oficines regionals que serveixen a Montana, Idaho, Wyoming, Dakota del Nord i del Sud. Totes les regions també ofereixen programes d'estiu per a adolescents d'entre 14 i 16 anys.

### Cos de Conservació de Washington
El Cos de Conservació de Washington (WCC) és una subagència del Departament d'Ecologia de Washington. Nois i noies d'entre 18 i 25 anys treballen en un programa de protecció i millora dels recursos naturals de l'estat. El WCC forma part del programa d'AmeriCorps.

### Cos de Conservació de Minnesota i Iowa
El Cos de Conservació de Minnesota i Iowa proporciona administració del medi ambient i oportunitats d'aprenentatge a joves i adolescents mentre serveixen en els programes de gestió i conservació de recursos naturals i en el treball de resposta d'emergència a través del Programa per a Joves Adults i el Programa d'Estiu per a Joves. Aquests programes posen emfasi en el desenvolupament d'habilitats de treball i de vida a través dels treballs de conservació i de servei a la comunitat.

### Cos de Conservació Juvenil de Vermont
El Cos de Conservació Juvenil de Vermont (VYCC) és una organització sense ànim de lucre, en la que els joves entre 16 i 24 anys treballen en projectes de conservació de màxima prioritat a Vermont. A través d'aquests projectes, els seus membres desenvolupen un forta ètica de treball, enforteixen les seves habilitats de lideratge i aprenen a assumir la responsabilitat de les seves accions. Els equips del VYCC treballen en Parcs Estatals de Vermont, en campaments del Servei Forestal dels Estats Units, en comunitats locals i arreu de l'estat. El VYCC també ha prestat ajuda a un programa similar a Carolina del Nord, que actualment s'està desenvolupant.

### Conservation Legacy
El Conservation Legacy és una organització d'ocupació, formació i educació sense ànim de lucre amb diverses seus arreu dels Estats Units, que inclou el Cos de Conservació d'Arizona (AZCC) a Tucson i Flagstaff, Arizona, el Cos de Conservació del Sud-oest a Durango i Salida, Colorado, i el Cos de Conservació del Sud-est a Chattanooga, Tennessee. El Conservation Legacy també opera un equip de l'AmeriCorps VISTA que serveix en la millora del medi ambient i de l'economia de les comunitats mineres històriques de l'Oest Americà i dels Apalatxes. El Conservation Legacy també impulsa un Programa d'Agents del Medi Ambient - proporcionant pràctiques de gestió del sòl en agències federals, estatals, municipals i ONG s al llarg de la nació. El Conservation Legacy va néixer de la unió del Cos Juvenil del Sud-oest, el Cos Juvenil de la Vall de San Luis, el Cos Juvenil del Sud d'Arizona i del Cos Rural de Medi Ambient de Coconino.
El Conservation Legacy uneix joves de 14 i 26 anys amb veterans de l'exèrcit de totes les edats en les experiències de desenvolupament personal i professional dels projectes de conservació de terres públiques. Els membres del cos viuen, treball i aprenen en equips de 6 a 8 membres durant un període de servei que varia entre 3 mesos i un any.

### Divisió Índia
- Gower, Calvin W. "The CCC Indian Division: Aid for Depressed Americans, 1933–1942," Minnesota History 43 (Spring 1972) 7-12
- Parman, Donald L. The Navajos and the New Deal (1969)
- Parman, Donald L. "The Indian and the CCC," Pacific Historical Review 40 (February 1971): p. 54ff.